# Non siate tristi per me
Non siate tristi per me (No Sad Songs for Me) è un film del 1950 diretto da Rudolph Maté, tratto da un romanzo di Ruth Southard.

## Trama
Mary sta aspettando un figlio quando scopre di avere un cancro: le rimangono solo otto mesi di vita. Decide però di nascondere il suo male a tutti, arrivando perfino a spingere il marito Bradford fra le braccia della donna con cui la tradisce, la segretaria Chris.

## Riconoscimenti
La colonna sonora di George Duning, all'epoca quasi sconosciuto a Hollywood, è stata candidata al premio Oscar nel 1951.